# 丽贝卡·维亚萨克
丽贝卡·维亚萨克（英語：Rebecca Wiasak，1984年5月24日—）是一名澳大利亚女子场地自行车运动员。她曾在2015年和2016年世界場地自由車錦標賽上获得女子个人追逐赛的冠军。